# Komotiní
Komotiní (řecky Κομοτηνή, turecky Gümülcine, bulharsky Гюмюрджина – Gjumjurdžina) je město ležící v severovýchodním Řecku, v Dolnothrácké nížině mezi Egejským mořem a jižním úpatím Rodopů.
Město je správním střediskem řeckého kraje Východní Makedonie a Thrákie a má necelých 55 tisíc obyvatel.

## Historie
Sídlo existuje od 2. století př. n. l., což je doloženo archeologickými nálezy, a v té době profitovalo z blízké silnice Via Egnatia, která vznikla v téže době. Na zdejších zříceninách z byzantské doby se nachází nápis ze 4. století. V té době byla daleko významnější blízká pevnost Mosynopolis. Podle všeho město založili uprchlíci z této pevnosti poté, co ji v roce 1207 dobyl bulharský car Kalojan. Od té doby se plynule rozrůstalo a v roce 1331 ho ve své knize Historie zmiňuje císař Jan VI. pod jménem Koumoutzina v souvislosti s byzantskou občanskou válkou. Pod svým současným jménem je město zaznamenáno historikem Nikephorem Phokasem v roce 1343.
Město padlo do osmanského panství mezi lety 1361 až 1363 a Turci se záhy stali dominantním obyvatelstvem zdejšího okolí. Turecký název města je doložen již v roce 1361. Osmanský census z roku 1519 uvádí 2 500 obyvatel, z čehož bylo asi jen 10 % křesťanů a 4 % židů. Naproti tomu francouzský cestovatel Pierre Belon, který město navštívil v roce 1548, tvrdí, že je obýváno Řeky a jen málo Turky. V polovině 17. století napočítal Evlija Čelebi 4 000 prosperujících kamenných domů a 400 obchodů. Město bylo několikrát postiženo morem, což vedlo k úbytku obyvatelstva, a ten byl vyrovnán až v 19. století. V té době se Komotiní začalo finančně dařit díky rozvíjejícímu se obchodu, založenému především na pěstování tabáku v okolí města. To dokládá tehdejší vysoká stavební aktivita, během které byly mimo jiné rozšířeny i zdejší mešity. Zároveň byla postavena železnice spojující Soluň a Cařihrad.
Po rusko-turecké válce přibyli do města a okolí muslimští uprchlíci z Bulharska a převážili tak stávající poměr mezi jednotlivými náboženstvími. Během první balkánské války obsadila město bulharská armáda, která v bezprostředně následující druhé balkánské válce ustoupila před tureckými vojsky. Po Bukurešťském míru ustanovili zdejší muslimové provizorní vládu Západní Thrákie ve snaze zabránit Bulharsku, aby území znovu zabralo, a Komotiní se stalo hlavním městem tohoto útvaru. Po Cařihradském míru se město stalo, stejně jako západní Thrákie, součástí Bulharska až do roku 1919, kdy připadlo podle smlouvy z Neuilly Řecku. Muslimské obyvatelstvo západní Thrákie bylo smlouvou z Lausanne vyňato z výměny obyvatelstva mezi Řeckem a Tureckem, ta ovšem změnila zdejší demografické složení, protože se do města přistěhovali řečtí utečenci především z Malé Asie a východní Thrákie. Za druhé světové války Bulharsko město znovu obsadilo a transportem do Treblinky dalo vyhubit místní židovskou minoritu. Od roku 1944 je město trvale součástí Řecka.

## Současnost
Město je významným hospodářským centrem západní Thrákie. Nachází se tu 20 základních škol, 7 nižších a 4 vyšší střední školy a 2 průmyslové školy. Od roku 1974 tu sídlí Thrácká Démokritova univerzita.